# Lobophora ijimai
Lobophora ijimai är en fjärilsart som beskrevs av Inoue 1955. Lobophora ijimai ingår i släktet Lobophora och familjen mätare. Inga underarter finns listade i Catalogue of Life.